# WTA Mérida
Das WTA Mérida (offiziell: Mérida Open Akron) ist ein Tennisturnier der Kategorie WTA 500 der WTA Tour, das in Mérida (Mexiko) erstmals Ende Februar 2023 auf dem Gelände des Yucatán Country Club ausgetragen wurde. In den Jahren 2023 und 2024 gehörte das Turnier noch zur Kategorie WTA 250. Ab 2025 ersetzt es das Turnier in San Diego.

## Siegerliste

### Einzel
| Jahr | Kategorie | Siegerin      | Finalgegnerin    | Ergebnis       |
| ---- | --------- | ------------- | ---------------- | -------------- |
| 2023 | 250       | Camila Giorgi | Rebecca Peterson | 7:63, 1:6, 6:2 |
| 2024 | 250       | Zeynep Sönmez | Ann Li           | 6:2, 6:1       |
| 2025 | 500       | Emma Navarro  | Emiliana Arango  | 6:0, 6:0       |

### Doppel
| Jahr | Kategorie | Siegerinnen                          | Finalgegnerinnen                  | Ergebnis  |
| ---- | --------- | ------------------------------------ | --------------------------------- | --------- |
| 2023 | 250       | Catherine McNally Diane Parry        | Wang Xinyu Wu Fang-hsien          | 6:0, 7:5  |
| 2024 | 250       | Quinn Gleason Ingrid Gamarra Martins | Magali Kempen Lara Salden         | 6:4, 6:4  |
| 2025 | 500       | Katarzyna Piter Mayar Sherif         | Anna Danilina Irina Chromatschowa | 7:62, 7:5 |